# Peter Thiergen
Peter Thiergen (* 17. Oktober 1939 in Leipzig) ist ein deutscher Slawist und Literaturwissenschaftler.

## Leben
Von 1945 bis Januar 1953 besuchte er die Volksschule in Markranstädt bei Leipzig und von 1953 bis 1960 das Gymnasium Philippinum Weilburg | Lahn. Von 1960 bis 1966 studierte er in Marburg die Fächer Lateinische und Slavische Philologie (1964 wissenschaftliche Vorprüfung (Pädagogikum) im Fach Erziehungswissenschaften/1966 Staatsexamen in Lateinischer und Russischer Philologie). Nach der Promotion 1969 (Slavistik als Doppelhauptfach, Nebenfach Lateinische Philologie) war er von 1969 bis 1979 wissenschaftlicher Assistent am Slavistischen Seminar der Universität Bonn (Lehrstuhl Hans Rothe). Nach der Habilitation 1976 (Verleihung der Venia legendi für Slavische Philologie durch die Philosophische Fakultät der Rheinischen Friedrich-Wilhelms-Universität zu Bonn) vertrat er im Wintersemester 1977/1978 den Lehrstuhl am Slavischen Seminar der Universität Hamburg (Lehrstuhl Dietrich Kurt Gerhardt). Im Sommersemester 1978 vertrat er den Lehrstuhl am Slavistischen Seminar der Universität Bonn (Lehrstuhl Hans Rothe). 1979 erhielt er den Ruf auf die C3-Professur für Slavische Literaturwissenschaft an der Justus-Liebig-Universität Gießen. Von 1979 bis 1981 lehrte er auf der C4-Professur für Slavische Philologie (Literaturwissenschaft) an der Goethe-Universität in Frankfurt am Main (Nachfolge Alfred Rammelmeyer). Von 1981 bis 1987 war er Inhaber eines Persönlichen Ordinariats an der Universität Basel für Slavische Philologie (Nachfolge Hildegard Schroeder). Von 1987 bis zum Eintritt in den Ruhestand 2005 lehrte er als C4-Professor für Slavische Philologie (Literaturwissenschaft) an der Universität Bamberg (Nachfolge Walter Schamschula). Im April 1990 lehnte er den Ruf auf die C4-Professur für Slavische Philologie an der Christian-Albrechts-Universität zu Kiel (Nachfolge Ulrich Busch) ab.
Er ist Ordentliches Mitglied der Bayerischen Akademie der Wissenschaften sowie Korrespondierendes Mitglied der Sächsischen Akademie der Wissenschaften zu Leipzig und der Nordrhein-Westfälischen Akademie der Wissenschaften und der Künste zu Düsseldorf.
Seine Forschungsschwerpunkte sind russische Literatur- und Geistesgeschichte vom 18.–20. Jahrhundert, südslavische Literatur- und Kulturgeschichte (Kroatien, Dalmatien, Serbien), Rezeptions- und Wirkungsgeschichte (Russisch-deutsch, deutsch-russisch), Imagologie/Völkerbildforschung, Motiv- und Toposforschung, Begriffsgeschichte, Literatur und Philosophie sowie Nachwirkung antiker Autoren.

## Schriften (Auswahl)
- Studien zu M. M. Cheraskovs Versepos "Rossijada", Phil. Diss. Bonn 1970.
- Wilhelm Heinrich Riehl in Russland, 1856–1886. Studien zur russischen Publizistik und Geistesgeschichte der zweiten Hälfte des 19. Jahrhunderts. Gießen 1978, OCLC 5280088.
- Turgenevs Rudin und Schillers Philosophische Briefe. Gießen 1980, ISBN 3-87711-011-8.
- Iwan Turgenjew, Väter und Söhne. Kommentar und Bibliographie. Stuttgart 1989 u.ö., ISBN 3-15-000718-6.
- (Hg. mit L. Udolph) Res Slavica. FS für Hans Rothe zum 65. Geburtstag. Paderborn 1994, ISBN 3-506-79149-4.
- (Hg.) Ivo Andrić 1892-1992. Beiträge des Zentenarsymposions /.../. München 1995, ISBN 3-87690-616-4.
- (Hg.) Russische Begriffsgeschichte der Neuzeit. Köln/Weimar 2006, ISBN 978-3-412-22205-5.
- Deutsche Anstöße der frühen russischen Nihilismus-Diskussion des 19. Jahrhunderts. Paderborn 2008, ISBN 978-3-506-76764-6.
- Aufrechter Gang und liegendes Sein. Zu einem deutsch-russischen Kontrastbild. München 2010, ISBN 978-3-7696-1655-2.
- (Hg. mit M. Böhmig) Ivan A. Bunins "Gospodin iz San-Francisko". Text-Kontext-Interpretation (1915-2015). Köln/Weimar 2016, ISBN 978-3-412-50142-6.
- (Hg.) Schriftenverzeichnis Hans Rothe. Wien/Köln/Weimar 2019, ISBN 978-3-412-51344-3.
- "Life is a Tale/Told by an Idiot". K ponjatiju "dobrogo serdca" u Dostoevskogo i Gončarova. In: Žukovskij i drugie. Gedächtnisschrift für Aleksandr S. Januškevič. Hg. von Ol’ga B. Lebedeva. Tomsk 2020, S. 452–477.
- Amor legendi, ili čudo russkoj literatury. Sbornik naučnych trudov /.../. Moskva 2021, ISBN 978-5-7598-2328-5.
- Von Holzhausen nach Weilburg und zurück: Kleine Ortsnamenkunde eines Ehemaligen. In: Ein Jahrhundert Wilinaburgia 1921-2021. Hg. von Volker Schmidt et al., Weilburg 2021, S. 186–193.
- In memoriam Hans Rothe (5. Mai 1928 – 31. März 2021). In: Wiener Slavistisches Jahrbuch. NF 9 (2021), S. 311–316.
- Heilstättenidylle als Schreckensort? Der Waldhof Elgershausen, Thomas Mann und die "Organisation Consul". In: Mitteilungsblatt der Wilinaburgia Nr. 254, 99. Jg., März 2024, S. 22–26.